# Йохов, Фридрих Ричард Адельбарт
Йохов, Фридрих Ричард Адельбарт
(нем. Friedrich Richard Adelbart 05.02.1859 Ходзеж — 30.04.1933 Вальпараисо)
был немецко-чилийским ботаником и биологом, родился в Колмаре Померания, провинция Позен.

## Растения, описанные Йоховй
- Apium fernandezianum  Johow

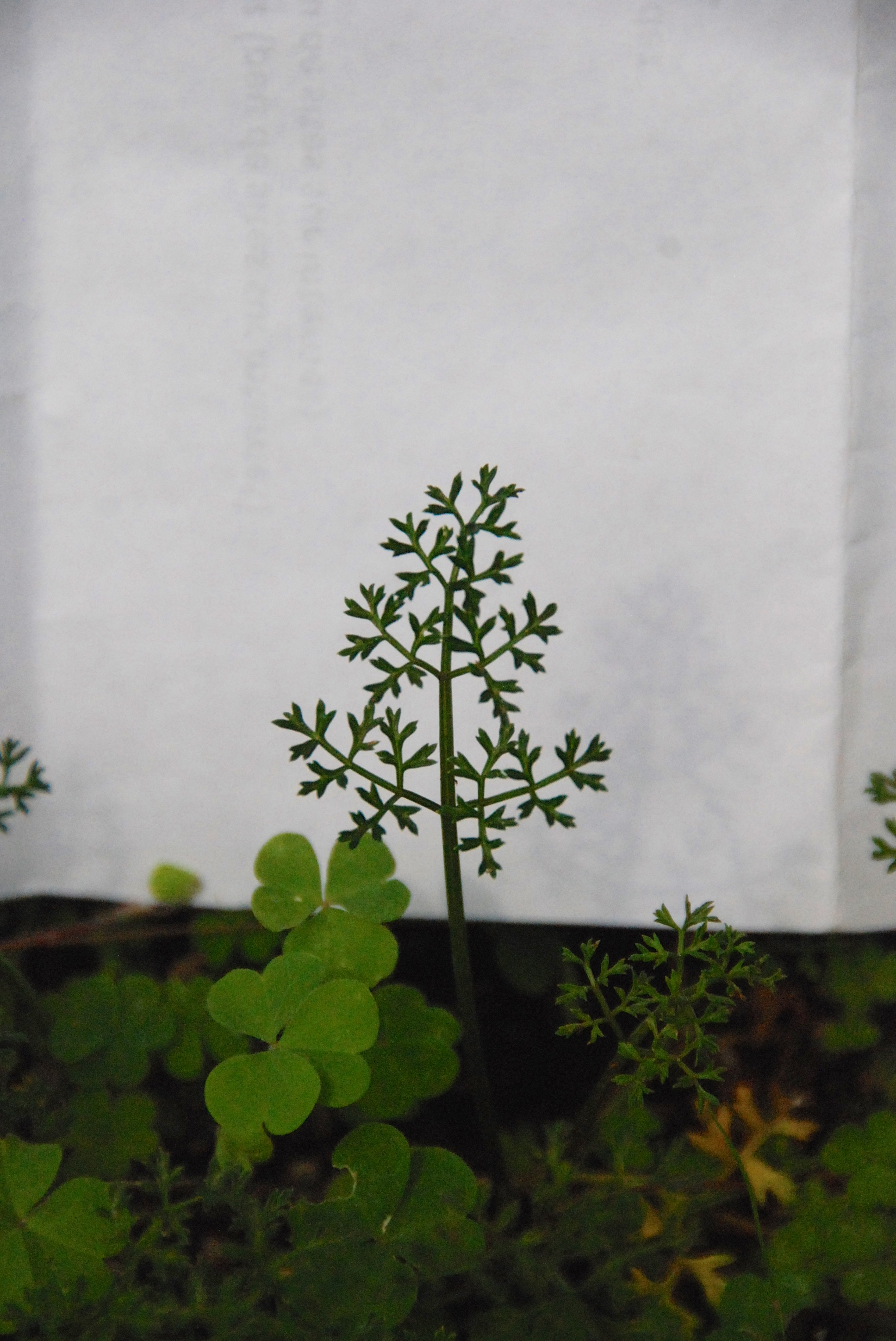

- Myrceugenia fernandeziana   Johow [syn.  Myrtus fernandeziana Molinabasionym]

- Polypogon imberbis  Johow